# صندوق إعانة المرضى بالسودان
تأسست منظمة صندوق إعانة المرضى كمنظمة خيرية تطوعية سودانية العام 1986م مسجلة لدي مسجل لدي مفوضية العون الانساني، وتعمل في مجالات الصحة والتدريب والتأهيل وتنمية المجتمع، بجانب العمل في أعمال الإغاثة والطوارئ وإعادة الإعمار والحملات والمخيمات الطبية المتحركة العامة والمتخصصة. كما تعمل المنظمة علي توفير الدعم لمئات الآلاف من المرضى الفقراء واللاجئين للحصول على جرعة دواء أو تشخيص أو إجراء عملية، وغير ذلك من أوجه العمل التطوعي الطبي.
كما تقوم المنظمة بإدارة أكثر من 140 مؤسسة صحية منتشرة في 11 ولاية من ولايات السودان البالغة 18 ولاية، متوسط عدد المستفيدين من خدمات الصندوق في العام أكثر من 5,500,000 مستفيد. تشخر المنظمة عملها ضمن الرؤية "نسعى إلى أن نكون - بمشيئة الله - المنظمة الرائدة والمتميزة في جميع الخدمات الصحية."
كما أن للمنظمه قيم اساسية هي: المهنية – المبادرة – التطوير المستمر – العدالة – التطوع – الكفاءة – الشورى.

### المقر الرئيسي
مقر رئاسة الصندوق بالخرطوم تقاطع شارع الستين مع لفة جوبا – السودان.

## تدخلات المنظمة

### الخدمات الصحية
تقدم صندوق الاعانه خدماتها من خلال أربعة وعشرين مؤسسة صحية منتشرة في 8 ولايات بالسودان (أربعة مستشفيات تخصصية) ومركز للعلاج الطبيعي ومركز لطب وجراحة العيون و18 مركز رعاية صحية أساسية.

### الإغاثة والطوارئ
بصورة أساسية في الصومال وأقليم دارفور وفي شرق السودان بولاية كسلا وغيرها من المناطق المتأثرة بالنزوح والكوارث.

### التنمية المجتمعية
من خلال تعزيز صحة المجتمع وبرامج الرعاية والكفالات ودعم المرضى.

### التدريب وبناء القدرات
لكافة الأطر الصحية عبر مؤسسات الصندوق المختلفة.

## روابط خارجية
مقابلة مع المدير التنفيذي لمنظمة صندوق اعانه المرضي